# Çayönü
Çayönü est un site néolithique du sud-est de la Turquie localisé à environ 40 km au nord-ouest de Diyarbakır, au pied du Taurus. Occupé à partir de 10 200 avant le présent, il a livré des vestiges très importants pour comprendre le développement de l'agriculture et de l'élevage, mais aussi le développement d'autres techniques durant le Néolithique précéramique.
Le site a été découvert par Halet Çambel et Robert John Braidwood. Ce dernier dirigea les premières campagnes de fouilles entre 1964 et 1979. Celles-ci se sont poursuivies entre 1985 et 1991 sous la direction de Mehmet Özdoğan et Aslı Erim Özdoğan,. Une nouvelle campagne de fouilles sous la direction d'Aslı Erim Özdoğan est en cours.

## Chronologie
Le site a été fréquenté du début du Néolithique précéramique jusqu'au Moyen Âge.
Des traces de fréquentation et des structures datées du début de l'Âge du fer ont été identifiées. Le site semble avoir servi de cimetière durant les deux premières phases de l'Âge du bronze.
Des vestiges attribués à l'Âge du cuivre et aux phases tardives du Néolithique ont également été identifiées.
Toutefois, les phases les plus importantes à la fois par l'ampleur des vestiges et leur valeur scientifique sont datées du Néolithique précéramique.
Cette fréquentation ancienne et sans doute continue se caractérise par plusieurs phases définies en fonction de l'architecture des bâtiments,, :
- phase Round Building : 10 200-9400 avant le présent (PPNA)
- phase Grill Building (début) : 9400-9200 avant le présent  (PPNA)
- phase Grill Building (fin) : 9200-9100 (?) avant le présent   (PPNB ancien)
- phase Channeled Building : 9100-9000 avant le présent  (PPNB ancien)
- phase Cobble-Paved Building : 9000-8600 (?) avant le présent  (PPNB moyen)
- phase Cells Plan Building : 8600-8300 avant le présent (PPNB récent)
- phase Large Room Building : 8200-8000 (?) avant le présent  (PPNC)

## Architecture et organisation du site

### Environnement et structure générale du site
L'environnement de la région à l'époque néolithique était assez varié : on trouvait des landes et des marais près de la rivière Boğazçay, un affluent du haut Tigre, et au sud du site se développait une forêt-steppe composée d'amandiers et de pistachiers.
Le tell se trouve au sommet d'une colline, près du Boğazçay et du Bestakot, un torrent saisonnier.
D'après la présence de vestiges en surface du sol, il s'étend sur au moins 45 000 m². Les deux premières grandes phases de fouilles, jusqu'en 1991, ont été menées sur 4500 m².
Durant les phases anciennes, le site était un village d'étendue variable selon les phases considérées. Les maisons étaient séparées les unes des autres, des zones dégagées plus larges servaient d'espaces de circulation ainsi que d'espaces de travail, par exemple pour la taille du silex et de l'obsidienne.
Bien que pour chaque phase, l'architecture des maisons soit très homogène, durant certaines phases au moins des distinctions sont perceptibles. Ainsi, une série de maisons plus grandes et avec des murs plus robustes que les autres a été construite sur une terrasse dominant la place ("Plazza"). Dans ces dernières, les objets découverts (éléments de parure, etc.) sont d'une fréquence, d'une qualité et d'une variété supérieures à celles des objets provenant des autres bâtiments.

### Les grandes phases architecturales

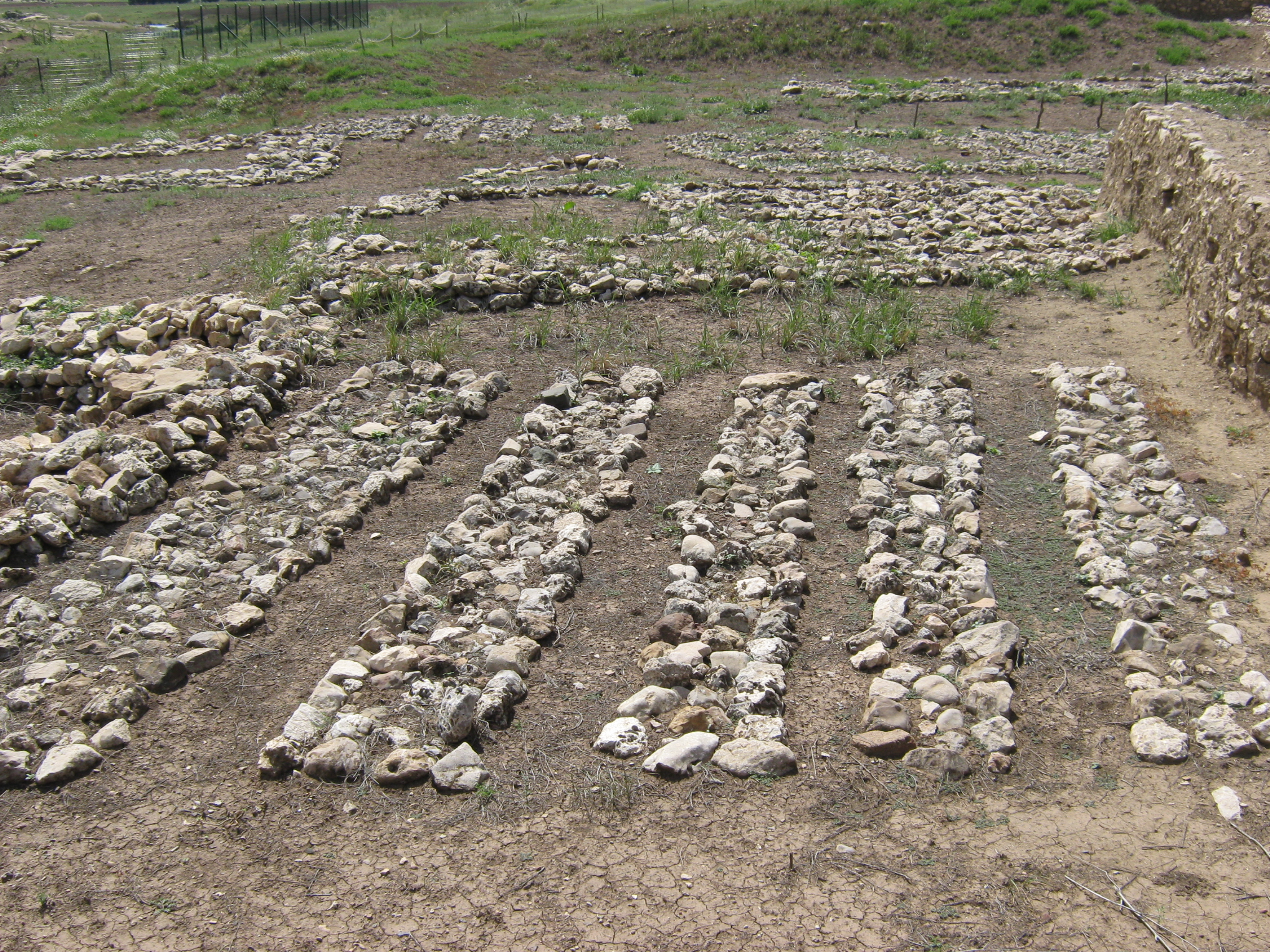
architecture "en grille"

Les différences dans l'architecture et les plans des maisons entre chaque phase sont parfois très marquées, mais les changements et le passage d'une architecture à une autre étaient malgré tout graduels.
Seules les fondations des maisons sont conservées. Ce sont donc la structure et la technique de réalisation des fondations qui permettent de définir chaque phase. Des structures les plus anciennes aux structures les plus récentes, on a identifié :
- des bâtiments de forme ronde ou ovale ("round houses"), certains avec des murs de soutènement en pierre, d'autres directement en clayonnage et torchis. Le nombre de sous-phases, c'est-à-dire de niveaux d'occupation avec des bâtiments de ce type est inconnu.
- Des bâtiments aux fondations en forme de grille ("grill buildings"), c'est-à-dire une série de murs de pierre parallèles. Il existe toutefois des variantes selon la sous-période considérée.
- Des bâtiments dont les fondations présentent des canaux de drainage ("channeled buildings").
- Des bâtiments dont les fondations sont constituées d'un pavage de galets ("Cobble-Paved buildings").
- Des bâtiments dont les fondations en pierre indiquent qu'ils étaient constitués de plusieurs pièces ("Cell buildings"). Les bâtiments de cette phase sont nettement plus massifs que ceux des phases précédentes.
- Des bâtiments constitués de pièces de grandes dimensions ("Large Room buildings"). Les structures de cette phase sont très abîmées par les phases de fréquentation ultérieures.

Les fondations des bâtiments étaient particulièrement importantes car le sol du site, naturellement argileux, devient rapidement très collant et impraticable en cas de pluie.

### Les bâtiments spéciaux
Il y a au moins quatre bâtiments dans le site qui diffèrent fortement des autres par leur plan, leur technique de construction et par les objets qui y ont été découverts. Alors que la majorité des structures correspondent à des maisons d'habitation, ces bâtiments avaient une fonction particulière. Dans tous les cas, il ne s'agit pas de structures en élévation mais de bâtiments creusés dans le sol, à partir de la pente de la colline artificielle (le tell) constituée par les couches d'occupation précédentes. Du fait de cette technique de construction, leur attribution précise à une phase d'occupation est délicate.
- Bench Building : il est constitué d'une seule pièce avec des bancs en pierre massifs le long des murs. Le sol est constitué de sable fin. Il est mitoyen d'un autre bâtiment spécial, le Terrazo Building.

- Flagstone Building : il s'agit d'un bâtiment de dimensions nettement plus importantes que le précédent.

- Skull Building : cette structure de grande dimension a été dénommée "Bâtiment du Crâne" car on y a découvert de très nombreux ossements humains.

- Terrazzo Building : ce bâtiment est attribué à la "Cell Phase".

À ces structures, s'ajoute la Plazza qui, comme son nom l'indique, est un large espace ouvert d'environ 50 m sur 25/30 m qui a été employé pour différentes activités. Son sol a été soigneusement préparé et est constitué de fragments de briques cuites pilées. Une grosse pierre ayant servi de polissoir y a été exhumée.

## Les objets découverts sur le site

### Les poteries
Le site est fondé des siècles avant la généralisation des premières poteries. Celles-ci font leur apparition à une phase tardive de l'occupation du village.
Les premières sont de couleur sombre, certaines présentent un aspect brûlé. Lors d'une seconde phase, s'y ajoutent des poteries engobées rouges.
Ces vases présentent souvent des rides ou des ondulations sur leur surface, les formes fermées sont nettement plus fréquentes que les formes ouvertes, seule une partie présente des anses horizontales.

### L'outillage en  roche taillée
Une partie des outils en roche taillée est réalisée en obsidienne. Cette roche provient des gisements de l'est de l'Anatolie, notamment de la région de Bingöl.
Il existe également des éléments dans différentes variétés de silex dont l'origine est inconnue.
Des productions locales de niveau technique simple et des productions importées dont la réalisation nécessite des connaissances et des savoir-faire nettement supérieurs sont présentes.
L'analyse des éléments en roche taillée découverts dans le village a permis de démontrer le développement progressif et spectaculaire d'une technique particulière : la pression.
C'est en effet dans ce site que se trouve la plus ancienne attestation de l'emploi de la technique de la pression au levier.
Une lame entière, mais brisée en plusieurs fragments, atteint près de 30 cm.
Dès la phase à "Channeled Building", les tailleurs maîtrisaient également la chauffe du silex.
La chauffe contrôlée de certaines variétés de silex permet en effet d'en modifier les propriétés et de faciliter la taille. Outre la chauffe, les tailleurs utilisaient peut-être des embouts en cuivre pour tailler la roche.
C'est également durant cette même phase que les différentes techniques de pression se développent sur différentes matières premières.
Des lames d'obsidienne rendues étroites par une retouche très profonde sur les deux bords font partie des outils les plus caractéristiques. Ils ont d'ailleurs été dénommés "outils de Çayönü" et ont également été découverts dans d'autres sites contemporains 
Les analyses ont montré qu'ils avaient été employés pour des tâches très variées et avaient été régulièrement ravivés.
Une grande pointe réalisée sur une lame de silex issue d'un nucléus naviforme a été découverte en contexte rituel.

### Objets en roche polie ou bouchardée
Le matériel en roche polie (haches, etc.) et bouchardée (meules, molettes, etc.) est assez abondant.

### Des objets en métal sans métallurgie
De nombreux objets en cuivre ont été exhumés, y compris dans les niveaux les plus anciens du site qui précèdent de plusieurs millénaires la maîtrise de la métallurgie. Il s'agit toutefois d'éléments en cuivre natif travaillés à froid ou à faible chaleur, sans fonte du minerai.
Ces petits objets sont pour l'essentiel des éléments de parure.

### Les figurines, les tampons et autres objets en terre-cuite
Plusieurs figurines et tampons en terre-cuite ont été découverts dans le site. Ces derniers figurent parmi les plus anciens objets de ce type documentés pour l'ensemble du Proche-Orient. C. Lichter suppose qu'ils étaient utilisés pour marquer des produits qui étaient regroupés dans des structures de stockage collectives.
L'élément en terre-cuite le plus spectaculaire est une représentation miniature d'une maison découverte dans un des bâtiments construits sur la terrasse au nord de la place ("Plazza").

### Des objets de parure
Des fragments de bracelets en obsidienne ont été découverts.
Ils sont comparables et peut-être de même origine que celui découvert à Aşıklı Höyük, site contemporain situé plus à l'ouest. Leur réalisation témoigne d'un niveau technique hors du commun.
Des perles et des pendants en pierre semi-précieuse ont également été exhumés dans certaines structures.

## Origines de la domestication

### Animaux sauvages et domestication
Les ossements d'animaux découverts montrent que les porcs et les sangliers étaient les espèces les plus fréquentes. Les moutons et les chèvres, les bovins et les cerfs étaient également très bien représentés.
En analysant l'âge de la mort des porcs et en analysant l'ensemble des caractéristiques des ossements de ces animaux, A. Ervynck et ses collaborateurs ont constaté que les animaux étaient abattus de plus en plus jeunes, leur stature ainsi que la taille de leurs dents ont diminué régulièrement au cours du temps. Cela suggère que les porcs du site avaient un statut intermédiaire entre les sangliers et les porcs domestiques, la domestication de cette espèce s'est développée de manière très progressive sur ce site.
Çayönü est aussi un des sites les plus anciens dans lequel la domestication des bovins a été réalisée à partir des aurochs.
En outre, les habitants du site pratiquaient également la chasse des sangliers, de moutons sauvages, de chèvres sauvages et de cervidés.

### Culture des céréales
Au début de l'occupation, les plantes exploitées étaient uniquement sauvages, puis les habitants ont pratiqué la culture de différentes espèces comme l'engrain, l'amidonnier, les pois, les lentilles, les fèves. Ils continuaient néanmoins de collecter des plantes sauvages, par exemple des pistaches.

## Les pratiques rituelles et funéraires

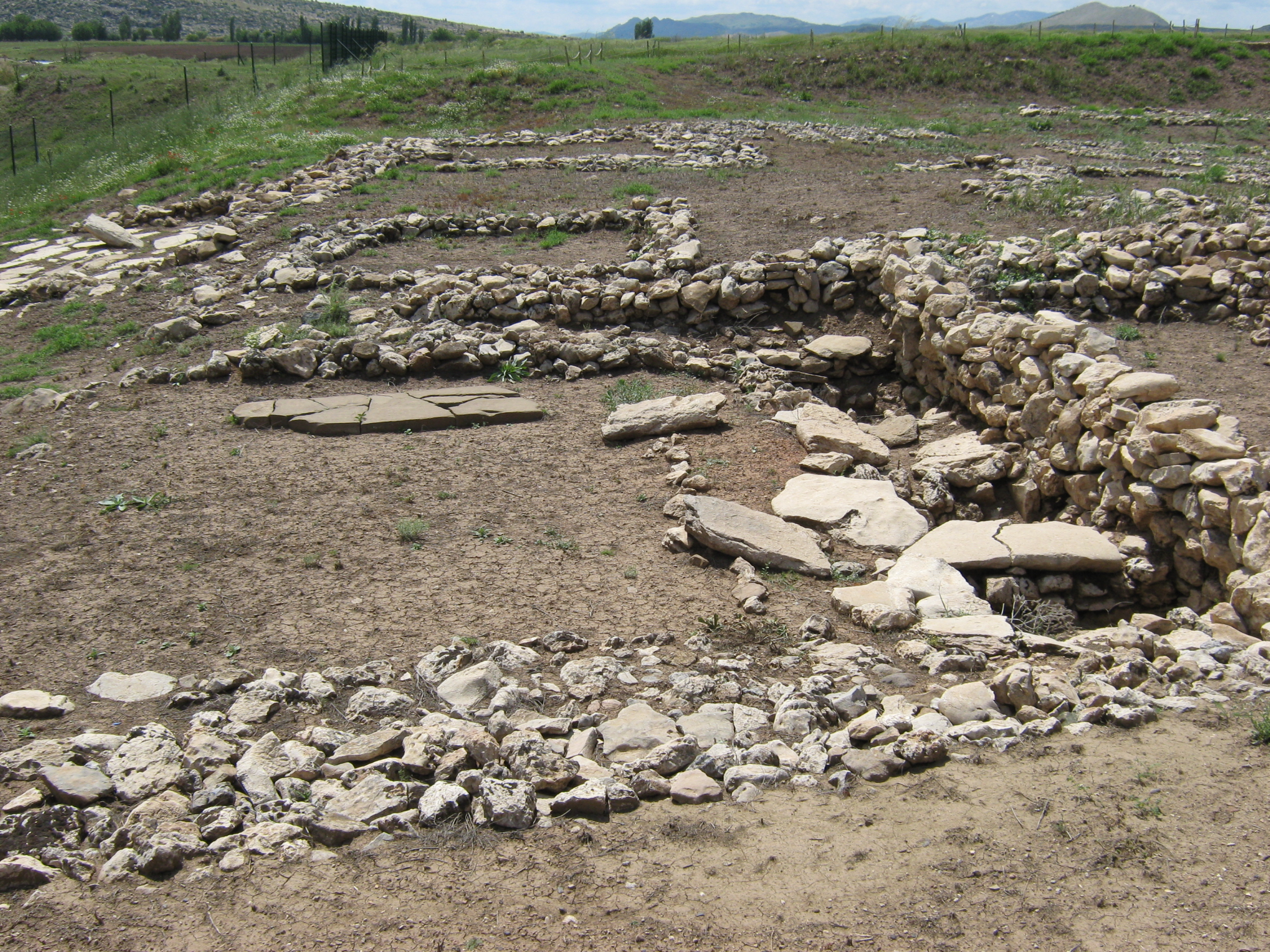
Le skull-building (la « maison des crânes »)

Généralement, les défunts étaient inhumés sous le sol des maisons, pratique très courante, déjà identifiée dans de nombreux autres sites du Proche-Orient.
Çayönü se distingue par une autre pratique funéraire : les dépouilles d'environ 400 individus des deux sexes et de tout âge ont été déposées dans le Skull Building.
Ce bâtiment présente au moins cinq phases de construction.
Durant la première, contemporaine des phases Round Building et Grill Building, les restes de 120 individus préalablement inhumés ailleurs y ont été déposés. Au cours de cette même période, environ 65 individus furent enterrés sous le sol des maisons.
Durant les phases Channeled Building et Cobble-Paved Building, les restes de 280 personnes ont été déplacés dans ce bâtiment après avoir été inhumés ailleurs. Seule une ou deux personnes y ont été directement déposées après leur décès. À la même période, le nombre de personnes inhumées sous le sol des maisons était nettement plus faible que lors des phases précédentes : on en compte environ trente, représentées uniquement par quelques dents ou le crâne.
Lors de la phase suivante (phase Cell Plan Building), le bâtiment n'est plus utilisé, les défunts sont de nouveaux enterrés sous le sol des maisons comme l'atteste la découverte de 135 corps dans de tels contextes.
Outre les pratiques funéraires, des pratiques qualifiées de "rituelles" ont été identifiées, comme l'érection de stèles, en particulier sur la place (plazza). Au moins une d'entre elles porte des traces de peinture rouge. Certaines ont volontairement été brisées et enterrées sur place.
D'autres stèles sont associées aux bâtiments spéciaux, en particulier le Flagstone building et le Skull building. Elles mesurent de un à deux mètres de haut.

## Population et génétique
Une étude de paléogénétique publiée en 2022 a étudié treize génomes anciens (env. 8500-7500 avant notre ère) du néolithique pré-céramique du site archéologique. Les résultats révèlent que la population de Çayönü était génétiquement diversifiée, portant une ascendance mixte de l'ouest et de l'est du Croissant Fertile. L'étude des segments d'homozygotie sur l'échantillon qui a la plus grande couverture génomique indique une population néolithique relativement importante sur ce site, sans consanguinité substantielle. L'haplogroupe du génome mitochondrial de tous les individus est K1, sauf un qui est T2g.